# Salzburg Open 2023
Il Salzburg Open 2023, noto anche come Salzburg Sparkasse Open per motivi di sponsorizzazione, è stato un torneo maschile di tennis professionistico giocato sulla terra rossa. È stata la 6ª edizione del torneo, facente parte della categoria Challenger 125 nell'ambito dell'ATP Challenger Tour 2023. Si è giocato all' 1. Salzburger Tennis Club di Salisburgo, in Austria, dal 10 al 16 luglio 2023.

## Partecipanti

### Teste di serie
| Nazionalità | Giocatore               | Ranking* | Testa di serie |
| ----------- | ----------------------- | -------- | -------------- |
| Spagna      | Roberto Carballés Baena | 57       | 1              |
| Perù        | Juan Pablo Varillas     | 63       | 2              |
| Austria     | Sebastian Ofner         | 72       | 3              |
| Brasile     | Thiago Monteiro         | 95       | 6              |
| Argentina   | Juan Manuel Cerúndolo   | 111      | 5              |
| Austria     | Jurij Rodionov          | 118      | 6              |
| Argentina   | Facundo Bagnis          | 126      | 7              |
| Austria     | Filip Misolic           | 141      | 8              |

* Ranking al 3 luglio 2023.

### Altri partecipanti
I seguenti giocatori hanno ricevuto una wild card per il tabellone principale:
- Federico Delbonis
- Lukas Neumayer
- Neil Oberleitner

Il seguente giocatore è entrato in tabellone come special exempt:
- Manuel Guinard

I seguenti giocatori sono entrati in tabellone come alternate:
- Nerman Fatić
- Vít Kopřiva

I seguenti giocatori sono passati dalle qualificazioni:
- Blaž Rola
- Sandro Kopp
- Alex Barrena
- Viktor Durasovic
- Maxime Chazal
- Akira Santillan

## Punti e montepremi
| Torneo    | Torneo              | V      | F      | SF    | QF    | 2T    | 1T    | Q | Q2  | Q1  |
| Singolare | Punti               | 125    | 75     | 45    | 25    | 11    | 0     | 5 | 2   | 0   |
| Singolare | Premi in denaro (€) | 19,650 | 11,570 | 6,850 | 3,990 | 2,345 | 1,420 | – | 710 | 355 |
| Doppio    | Punti               | 125    | 75     | 45    | 25    | –     | 0     | – | –   | –   |
| Doppio    | Premi in denaro (€) | 8,420  | 4,900  | 2,940 | 1,750 | –     | 990   | – | –   | –   |

## Campioni

### Singolare
Sebastian Ofner ha sconfitto in finale  Lukas Neumayer con il punteggio di 6–3, 6–2

### Doppio
Andrej Golubev /  Denys Molčanov hanno sconfitto in finale  Anirudh Chandrasekar /  Vijay Sundar Prashanth con il punteggio di 6–4, 7–6(8).